# HD 54079
HD 54079，又名BD+07 1607，SAO 114947、HR 2682，是一颗恒星，视星等为5.75，位于銀經208.11，銀緯7.03，其B1900.0坐标为赤經7h 2m 25.1s，赤緯+7° 7.03′ 42″。